# Красное Знамя (Рязанская область)
Красное Знамя — село в Александро-Невском районе Рязанской области, входит в состав Нижнеякимецкого сельского поселения.

## Географическое положение
Село расположено на берегу реки Лапоток в 8 км на запад от центра поселения села Нижний Якимец и в 13 км на запад от райцентра посёлка Александро-Невский.

## История
Из Ряжских окладных книг видно, что из прихода села Старого Тишевого вместе с селом Новым Тишевым отошла деревня Аленка, которая со времени постройки в ней отдельной Архангельской церкви, стала именоваться селом Знаменским, Богородское тож, вследствие того, что она принадлежала к числу вотчин Знаменского монастыря, что из Москвы. Первоначально в селе Знаменском церковь построена была, как видно из окладных книг в 1700 году и освящена была 8 ноября. В апреле 1782 г. помещик Петр Петрович Голофеев с прочими прихожанами просили о дозволении им в их селе, вместо обветшавшей Архангельской, вновь построить деревянную церковь в честь св. Троицы с приделом Архангельским, что и было им дозволено. В конце того же года церковь была уже освящена. Строение новой деревянной церкви начато, с разрешения епархиального начальства, в 1862 году, в ней придел Архангельский освящен в 1864 году, а настоящая в честь св. Троицы в 1886 году.
В первые годы Советской власти по ходатайству самих граждан Знаменское было переименовано в село Красное Знамя.
В XIX — начале XX века село входило в состав Новотишевской волости Раненбургского уезда Рязанской губернии. В 1906 году в селе было 160 дворов.
С 1929 года село являлось центром Краснознаменского сельсовета Новодеревенского района Рязанского округа Московской области, с 1937 года — в составе Рязанской области, с 2005 года — в составе Нижнеякимецкого сельского поселения.
До 2011 года в селе действовала Краснознаменская основная общеобразовательная школа.

## Население
| 1859 | 1897  | 1906  | 2010 | 2023 |
| ---- | ----- | ----- | ---- | ---- |
| 831  | ↗1133 | ↗1309 | ↘104 | ↗115 |

## Инфраструктура
В селе имеются фельдшерско-акушерский пункт, отделение почтовой связи.

## Достопримечательности
В селе находится недействующая Церковь Троицы Живоначальной (1886).